# Новолитовская улица
Новолито́вская улица — улица в северной части Санкт-Петербурга. Проходит от Лесного до Полюстровского проспекта.

## История
Название улицы появилось на карте города в 1940 году; оно дано по идущей параллельно Литовской улице. Литовская улица, в свою очередь, была названа по находившимся поблизости казармам Московского лейб-гвардии полка, носившего до 1817 года имя Литовского полка.

## Достопримечательности
- Батенинский жилмассив (Лесной пр., д. 37, лит. Л, К, корпус 1, лит. А, Б, корпуса 2, 3, 4, 5, 6, д. 39, корпуса 1, 2, 3, Диагональная ул., д. 4, корпуса 1, 2) — жилой комплекс в стиле конструктивизм, построенный в 1929—1933 годах по проекту архитекторов Г. А. Симонова, Т. Д. Каценеленбоген, Б. Р. Рубаненко, А. Р. Соломонова, П. С. Степанова, В. А. Жуковской. Жилмассив включал в себя жилые корпуса, универмаг «Выборгский», баню, прачечную, детский сад и ясли. В августе 2019 года получил был признан объектом культурного наследия регионального значения[3].  Объект культурного наследия народов РФ регионального значения. Рег. № 782021329160005 (ЕГРОКН). Объект № 7830240000 (БД Викигида) Комплекс напоминает своего современника, Кондратьевский жилмассив, известный также, как «Сороковые корпуса».
- Дом 7А — синагога Бейт-Менахем[4].

## Пересечения
Новолитовская улица пересекает или граничит со следующими проспектами и улицами:
- Лесной проспект
- Диагональная улица, улица Харченко[уточнить] и улица Грибалёвой на Батенинской площади
- Полюстровский проспект

## Перспективы развития
Планируется соединить Новолитовскую улицу с Кушелевской дорогой.